# Rufirallus
Rufirallus és un gènere d'ocells de la família dels ràl·lids (Rallidae) que viu a la regió neotropical. Són ràl·lids amb bec relativament curt que habiten entre la densa vegetació propera a l'aigua.

## Taxonomia
Antany ubicades al gènere Laterallus, van ser separades al seu propi gènere arran treballs recents. Actualment s’inclouen dues especies:
- Rufirallus viridis - rasclet d'antifaç.
- Rufirallus castaneiceps - rasclet capbrú.